# Manakin cannelle
Neopipo cinnamomea
Genre
Espèce
Statut de conservation UICN

 LC  : Préoccupation mineure
Le Manakin cannelle (Neopipo cinnamomea), aussi appelé Néopipo cannelle ou Moucherolle manakin, est une espèce de passereau de la famille des Tyrannidae, l'unique représentante du genre Neopipo,,.

## Systématique et distribution
Cet oiseau est représenté par deux sous-espèces selon la classification de référence du Congrès ornithologique international (version 9.1, 2019) :
- Neopipo cinnamomea helenae McConnell, 1911 : de l'extrême sud du Venezuela aux Guyanes et au nord du Brésil (Amapá) ;
- Neopipo cinnamomea cinnamomea (Lawrence, 1869) : de l'extrême est de la Colombie à l'est de l'Équateur, à l'est du Pérou et à l'ouest de l'Amazonie brésilienne[1],[2],[5].